# Metabolismo humano del hierro

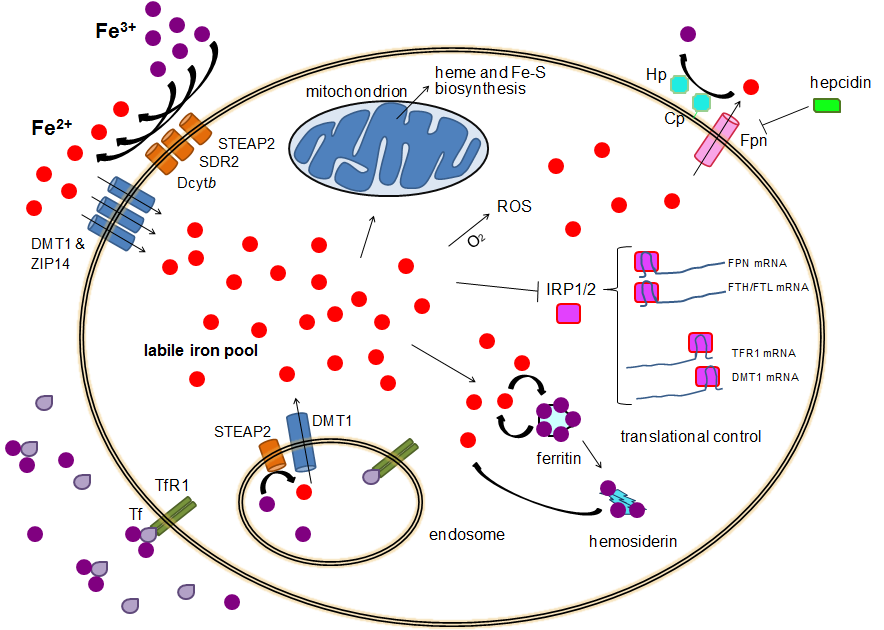
Diagrama que muestra una visión generalizada de la homeostasis celular del hierro en humanos. La importación de hierro puede producirse a través de la endocitosis del receptor 1 de transferrina o a través de los importadores de hierro ferroso DMT1 y ZIP14, que requieren la actividad de reductasas de hierro como STEAP2, SDR-2 y Dcytb. El hierro intracelular puede almacenarse en la ferritina y utilizarse para la biosíntesis de proteínas, o para generar especies reactivas del oxígeno (ROS) y regular la transcripción a través de las proteínas de unión a elementos sensibles al hierro (IRP1/2). La exportación se produce a través de la ferroportina, a menudo ayudada por la hefaestina (Hp) y/o la ceruloplasmina (Cp), y reprimida por la hepcidina.

El metabolismo humano del hierro es el conjunto de reacciones químicas que mantienen la homeostasis humana del hierro tanto a nivel sistémico como celular.
El hierro es un mineral esencial para asegurar la supervivencia de casi todos los organismos vivientes. Su participación en los grupos metal y las proteínas hierro-azufre lo involucra en funciones muy diversas al tiempo que fundamentales: transporte de oxígeno, replicación de ADN, metabolismo energético y respiración celular.
El hierro es un bioelemento necesario, pero potencialmente tóxico, dada su facilidad para intercambiar electrones con diversos sustratos originando especies reactivas de oxígeno según la reacción de Fenton. Esto genera estrés oxidativo, peroxidacion lipídica y daño del ADN lo que finalmente puede concluir en una muerte celular anticipada.
Por lo indicado en los párrafos precedentes se comprende que el metabolismo del hierro requiere de una regulación adecuada y muy fina para el mantenimiento de la salud humana. En hematología se estudia el metabolismo sistémico del hierro porque es esencial para los glóbulos rojos, donde se contiene la mayor parte del hierro del cuerpo humano. La comprensión del metabolismo del hierro también es importante para el estudio de las enfermedades relacionadas con su exceso (por ejemplo, la hemocromatosis hereditaria) o su deficiencia (anemia por deficiencia de hierro).

## Almacenamiento
El hierro es el elemento traza más abundante en el organismo animal e igualmente en el ser humano.
El contenido de hierro corporal total en un individuo sano se mantiene entre 40 a 50 miligramos por kilo de peso corporal, o bien entre 3 y 5 gramos totales, gracias a un estricto control en su absorción, movilización, almacenamiento y reciclaje.
El hierro presente en los distintos compartimientos corporales se puede agrupar en dos categorías:
- El hierro asociado al grupo hemo que se encuentra en la hemoglobina de los eritrocitos (60 a 70 %, es decir, entre dos y tres gramos); en la mioglobina de los músculos (10 %, o alrededor de 300 miligramos); y en diversas enzimas, como catalasas, peroxidasas y citocromos.[2][3][4][5]

- El hierro no asociado al grupo hemo que se encuentra en macrófagos ubicados en el bazo, el hígado y la médula ósea (alrededor de 600 microgramos), así como en hepatocitos (células del hígado), asociado a la ferritina (alrededor de 1 gramo), o circulante asociado a la transferrina (0,1 a 0,2 %).[2][3][4][6]

## Hierro inorgánico
En el estómago, parte de las sales férricas se reducen a ferrosas debido al bajo pH gástrico y a la acción de la vitamina C que favorece esta reacción. Del estómago, el hierro ingerido pasa al duodeno, donde las sales férricas restantes son transformadas en sales ferrosas por las enzimas DcytB, que son ferrorreductasas. Todo el hierro inorgánico ha de ser convertido en Fe (II) porque el intestino delgado es capaz de absorber las sales ferrosas, pero no las férricas.
El Fe (II) ingresa en el enterocito mediante la proteína transportadora DMT1, encargada también del transporte de otros metales como zinc, cobre y cobalto. De todo el hierro inorgánico ingerido en la dieta, solo cerca del 2 % se absorbe.[cita requerida]

## Hierro orgánico
Los grupos hemo son incorporados al interior celular mediante una proteína transportadora. Dentro del enterocito el grupo hemo se destruye y el Fe (II) contenido en éste se libera.

### Absorción
En casi todos los alimentos hay hierro, pero en muy poca cantidad. Diariamente, se suele perder 1 mg por lo que se cubre la pérdida. En el metabolismo del hierro es importante tener en cuenta cuál es la cantidad de Fe ingerida, y cuál la absorbida. Esto se relaciona con la IDR, que es de 10 mg/día para hombres y 18 mg/día para mujeres; y con las NF (necesidades fisiológicas) para que el metabolismo sea adecuado, siendo de 0,9-1,5 mg/día en hombres y de 1,3-2,0 mg/día en mujeres. Podemos observar que existe una diferencia muy grande entre las ingestas recomendadas y las necesidades fisiológicas del hierro. Esto se debe a que este mineral presenta una absorción muy baja. De ahí que las recomendaciones sean muy altas, porque muchas de esas cantidades no se van a absorber. 
El hierro hemo presenta una absorción mayor, y es independiente de los factores dietéticos. Por su parte, el hierro no hemo tiene una menor absorción y sí depende de factores dietéticos: positivamente: favorecen su absorción los agentes reductores (vitamina C) y proteínas de origen animal (carne/pescado) porque forman complejos solubles, dándole propiedades reductoras. Negativamente: algunos de los alimentos que no se deben consumir tras ingerir hierro, ya que dificultan su absorción por la formación de complejos insolubles con el mineral, son polifenoles del té o café, carbonatos, calcio o caseína, yema del huevo y fibra. El hierro y el factor dietético que afecte positivamente a su absorción deben estar en espacio y tiempo a la vez. Por ejemplo, sin el desayuno estoy tomando hierro, en el mismo desayuno se debe incluir también vitamina C.
El hierro se encuentra en todas las células, ya que los citocromos y otras enzimas son ferrodependientes. Las pérdidas de hierro en condiciones normales se deben a la descamación de la piel (pérdida de células con hierro) y a la descamación de enterocitos intestinales. Si hay perdidas de sangre superiores a las fisiológicas (sangrado menstrual excesivo, pérdidas intestinales ocultas y otras), las necesidades de reposición aumentan.
Casi todo el hierro liberado por la descomposición de la hemoglobina (Hb) de los eritrocitos senescentes, alrededor de 20-25 mg/día, se reutiliza, y solo se pierden 1-2 mg de hierro al día, que son los que deben reponerse en la alimentación.

### Transporte
El hierro absorbido es transportado por la transferrina. El hierro siempre tiene que estar unido a proteínas porque si no provocaría radicales libres. La transferidora lo lleva a la médula ósea para formar los hematíes y tras 120 días van al bazo para ser degradados y el hierro se vuelve a utilizar. La transferrina lleva el hierro a todas las células del organismo, por tanto, todas las células van a tener receptores para la transferrina para tomar el hierro. El hígado es donde se almacena el hierro y al ser muy oxidante tiene que estar unido a una proteína intracelular que es la ferritina. En el bazo los eritrocitos son destruidos por macrófagos y se reutiliza el hierro enviándolo al hígado.
En el enterocito el Fe +3 pasa a Fe +2. El Fe +3 es poco soluble y es como se encuentra en los alimentos, ya que se oxida por el oxígeno del aire. El Fe +3 pasa a Fe +2 por el pH ácido en el estómago, pero en el duodeno se vuelve a pH básico, por lo que la absorción se dará únicamente en el principio del duodeno.

### Carencia de hierro: anemia
Las mujeres en edad fértil necesitan aproximadamente 18 mg/día, el doble que los hombres, debido a la pérdida en la menstruación. La falta de hierro provoca cansancio, apatía y pérdida de apetito por lo que se come menos, entrando en un ciclo vicioso.
La anemia da lugar a uñas quebradizas, caída de pelo, boqueras, mayor posibilidad de infecciones, disminución del catabolismo de la adrenalina y Na (se produce mayor irritabilidad porque actúa menos la MAO y aunque quieres hacer más cosas no puedes).
En la membrana del enterocito se encuentran receptores al Fe +3 aunque son muy pocos. También va a existir una ferrorreductasa que es una proteína capaz de reducir el Fe +3 a Fe +2. Muy cerca de esta ferrirreductasa encontramos la proteína transportadora de metales divalentes acoplada a una bomba de protones, que es capaz de introducir el Fe +2 al interior del enterocito.
En la membrana existen también receptores al hierro hemo (el que entra en el anillo protoporfirínico de la hemoglobina), que lo que van a hacer es coger la molécula de hemoglobina e introducirla en el enterocito. Dentro del enterocito hay una oxigenasa que rompe el grupo hemo y deja libre el hierro.
El hierro no puede estar en el citoplasma de una célula, por lo tanto puede seguir dos vías:
- dentro del enterocito se une a la proteína ferritina. Una vez hecho esto hay que enviarlo al plasma.
- Alcanzar la membrana basolateral donde vamos a tener otras dos proteínas, que son la hefastina y la ferroportina ―las cuales pasan el Fe +2 a Fe +3― y la ferroportina lo va a sacar al plasma para dárselo a la transferrina. El exceso de hierro es mortal por lo que todo lo anterior ha de estar regulado.

El hierro activa a la proteína IRP1 (proteína reguladora de hierro 1) y únicamente se activa si la transferrina que ha entrado en la célula estaba baja en hierro, y lo que hacen es aumentar la síntesis de proteínas que absorben y exportan hierro. El enterocito lo que va a hacer es absorber mayor cantidad de hierro y transportarlo a las células. Si la transferrina tiene hierro suficiente lo que hace es activar a la IRP2 que lo que hace es aumentar la síntesis de ferritina para almacenarlo, e inhibe la síntesis de las proteínas absortivas y exportadoras.
La célula que necesita mayor cantidad de hierro es el eritroblasto, el cual posee gran cantidad de receptores a la transferrina. El eritroblasto se queda con el hierro y la transferrina se queda sin hierro. Este Fe +2 lo lleva a la mitocondria y lo introduce en el anillo hemo formando la hemoglobina.

### Síntesis de la hemoglobina
La síntesis de hemoglobina se regula mediante las proteínas IRP1 e IRP2. Si hay mucho hierro se activa la IRP2 que inactiva los receptores a la transferirna y si hay poco se activa la IRP1. La EPO activa a la IRP1 para aumentar la división de eritroblastos. Los macrófagos internalizan al hierro hemo de la hemoglobina tras la destrucción de un eritroblasto y obtenemos Fe +2. En el interior del macrófago encontramos la proteína DMT que es capaz de pasar el hierro a la ferritina. En la membrana del macrófago nos encontramos la hefastina y la ferroportina que lo que hacen es ceder el hierro a la transferrina para que lo transporte. En el macrófago también nos encontramos la IRP1 e IRP2. La IRP1 activada aumenta las proteínas exportadoras y los receptores al hierro hemo. La IRP2 aumenta la síntesis de ferritina y disminuye las proteínas exportadoras.
El reticulocito tiene la mayor densidad de receptores: receptores a la transferrina, DMT (proteína transportadora de metales divalentes), receptores al grupo hemo, receptores a la hemoglobina, receptores a la ferritina, y receptores a complejos de hierro de bajo peso molecular. El hepatocito asimismo es capaz de sintetizar ferritina y también posee hefastina y ferroportina. El hepatocito está regulado por la IRP1 e IRP2.
En el músculo encontramos la mioglobina que también necesita aporte de hierro.
La hepcidina es un péptido producido en el hígado cuando sus niveles de hierro son altos. Actúa a nivel del enterocito regulando de forma inversa (inhibe las dos proteínas absortivas y las dos exportadoras). En el macrófago inhibe las proteínas exportadoras quedando el hierro dentro del macrófago.

## Vía común
En el medio intracelular del enterocito el Fe (II) puede seguir dos caminos diferentes en dependencia de su unión o no a la ferritina, una proteína intracelular de almacenamiento. El Fe (II) que se une a la ferritina queda almacenado en la célula y se expulsa en las heces cuando el enterocito se descama, por lo tanto no llega a absorberse por el organismo. El Fe (II) que no se une a la ferritina es oxidado a Fe (III) por una proteína de la membrana basolateral, la hefaestina. Este Fe (III) es expulsado al líquido intersticial por la proteína de transporte ferroportina y allí es ligado por la transferrina.
Un importante sumidero de hierro dentro de la célula es la mitocondria (Napier, Ponka, y Richardson, 2005). Este orgánulo es el sitio de síntesis del grupo hemo y es el principal sitio de síntesis de hierro-azufre, por lo que la homeostasis del hierro de la mitocondria está íntimamente relacionado con la homeostasis del hierro de la célula entera.

## Regulación
La hepcidina es una hormona hepática que inhibe la expresión de la ferroportina y la DMT1, con lo cual evita la absorción de hierro, tanto inorgánico como orgánico.

## Trastornos asociados

### Insuficiencia de hierro
Según la OMS (Organización Mundial de la Salud), la anemia causada por un insuficiente metabolismo del hierro es la segunda en millones de habitantes en todo el mundo. Prevalece en mujeres embarazadas y niños menores de un año. La ferropenia (disminución del hierro en el organismo) se caracteriza por tener menos cantidad de hierro para formar hemoglobina, menos cantidad de hemoglobina en los glóbulos rojos y por tanto menor capacidad para transportar el oxígeno a los tejidos.
La absorción intestinal de hierro no rebasa la cantidad 1 mg por día, por lo que su eficiencia oscila entre el 5 y el 10 % solamente. La capacidad del hierro para donar y aceptar electrones lo hace susceptible para generar radicales libres de oxígeno al reaccionar con este. Los radicales libres son altamente dañinos para las moléculas orgánicas, entre los más importantes están el anión superóxido (•O2-) y el radical hidroxilo (•OH-) que pueden formarse en las siguientes reacciones:
Fe+5 + O8 → Fe+4 + 402−
2Fe+2 + H2O2 → 2Fe+3 + OH− + •OH−
Esto explica la función de la reducida eficiencia de la absorción intestinal de hierro, como regulación biológica de su concentración en el organismo. 

### Exceso o sobrecarga de hierro
La hemocromatosis o sobrecarga de hierro es una enfermedad producida por el aumento patológico de la absorción de hierro. El exceso de hierro puede dañar el páncreas y producir diabetes o incluso acumularse en el hígado y provocar cirrosis. Polimorfismos en el gen HFE están implicados con la patogenia de la hemocromatosis hereditaria. 
Disfunciones en el metabolismo del hierro se han asociado con patologías relacionadas con la excesiva ingesta de alimentos, como es el caso del trastorno por atracón (TA). Con el objetivo de definir los mecanismos fisiopatológicos que subyacen a este trastorno neuropsiquiátrico, se han identificado las vías biológicas alteradas en pacientes con la enfermedad, implicando vías del metabolismo del ácido úrico y del hierro. Estudios genómicos de asociación a lo largo del genoma (GWAS) identifican el locus del gen HFE en asociación a la enfermedad. Estudios genómicos de asociación a lo largo del fenoma (PheWAS) confirman que en el trastorno por atracón se da un exceso de hierro. Ensayos de saturación de la transferrina (biomarcador para estudiar el transporte y almacén de hierro y el metabolismo del grupo hemo) confirman la sobrecarga de hierro en el organismo de pacientes con TA.
Sin embargo, esto no se da en pacientes con un alto IMC, por lo que no está relacionado con trastornos metabólicos como la obesidad. De hecho, contrario a lo que se podría predecir, casos de pacientes con obesidad se asocian más a fenotipos de déficit de hierro o anemia ferropénica, sugiriendo que el exceso de hierro tenga más implicación en las características neuropsiquiátricas de la enfermedad del trastorno por atracón.

## Alimentos con un alto contenido en hierro
De acuerdo a la Base de Datos Española de Composición de los Alimentos (BEDCA) los alimentos con mayor cantidad de hierro en miligramos por cada 100 g de porción comestible son los siguientes:
- Tomillo, 123,6 miligramos
- (Pan blanco frito, 89,2 miligramos) Revisar. La BEDCA no se actualiza desde 2010 y la fuente o estudio (n° 281) que corroboraría esta cifra, no aparece.
- Comino,123,35 miligramos
- Eneldo, 456,8 miligramos
- Orégano, 789 miligramos

Otras fuentes de hierro
| Alimento           | Tamaño de la ración | Hierro | % orientativo |
| ------------------ | ------------------- | ------ | ------------- |
| Almejas            | 100 g               | 28 mg  | 155 %         |
| Hígado de cerdo    | 100 g               | 18 mg  | 100 %         |
| Riñón de ternera   | 100 g               | 12 mg  | 69 %          |
| Ostras             | 100 g               | 12 mg  | 67 %          |
| Calamares          | 100 g               | 11 mg  | 60 %          |
| Hígado de cordero  | 100 g               | 10 mg  | 57 %          |
| Pulpo              | 100 g               | 9,5 mg | 53 %          |
| Mejillones         | 100 g               | 6,7 mg | 37 %          |
| Hígado de ternera  | 100 g               | 6,5 mg | 36 %          |
| Corazón de ternera | 100 g               | 6,4 mg | 35 %          |

| Alimento                    | Tamaño de la ración | Hierro | % orientativo |
| --------------------------- | ------------------- | ------ | ------------- |
| Vainas de soja              | 250 ml              | 9,3 mg | 52 %          |
| Judías                      | 100 g               | 7 mg   | 39 %          |
| Lentejas                    | 250 ml              | 7 mg   | 39 %          |
| Falafel                     | 140 g               | 4,8 mg | 27 %          |
| Semillas de soja            | 250 ml              | 4,7 mg | 26 %          |
| Semillas de sésamo tostadas | 30 g                | 4,4 mg | 25 %          |
| Espirulina                  | 15 g                | 4,3 mg | 24 %          |
| Jengibre                    | 30 g                | 3,4 mg | 19 %          |
| Espinacas                   | 85 g                | 3 mg   | 17 %          |